# Háj (Košice-okolie)
Háj (ungarisch Áj) ist eine kleine Gemeinde im Osten der Slowakei mit 239 Einwohnern (Stand 31. Dezember 2024). Sie liegt im Okres Košice-okolie, einem Teil des Košický kraj.

## Geografie
Die 21,36 km² große Gemeinde Háj liegt etwa 25 Kilometer südwestlich der Großstadt Košice und ca. sieben Kilometer nördlich der ungarischen Grenze. Das Gemeindegebiet umfasst einen Abschnitt im Südosten des Slowakischen Karstes. Die Lage des Dorfes Háj ist außergewöhnlich. Es schiebt sich keilförmig in den Ausgang einer tiefen Schlucht, die der Hájsky potok in den kalkhaltigen Untergrund gewaschen hat. Die bis 150 m tiefe Schlucht ist eng und wird von steilen, teilweise überhängenden Felswänden flankiert. Der Hájsky potok entspringt in Hačava nördlich von Háj und mündet südlich von Háj nach Eintritt in den Kaschauer Talkessel in die Turňa – kurz vor deren Mündung in die Bodva. Das gesamte Gebiet der Gemeinde ist Teil des Nationalparks Slowakischer Karst.
Östlich und westlich der Hájsky potok-Schlucht erstreckt sich das stark bewaldete Hochplateau des Slowakischen Karstes, dessen Relief durch bizarre Felsformationen unterbrochen wird. Zu den höchsten Erhebungen in diesem Teil des Gemeindegebietes gehören Bereš 577 m n.m., Čertovosť 683 m n.m. und Šugovský vrch 705 m n.m. Ein kleiner Teil im Südosten des Gemeindeareales liegt in der von Ackerflächen beherrschten Turňa-Niederung.
Nachbargemeinden von Háj sind Hačava im Norden, Turňa nad Bodvou im Osten und Süden, Zádiel im Südwesten sowie  Bôrka im Westen.

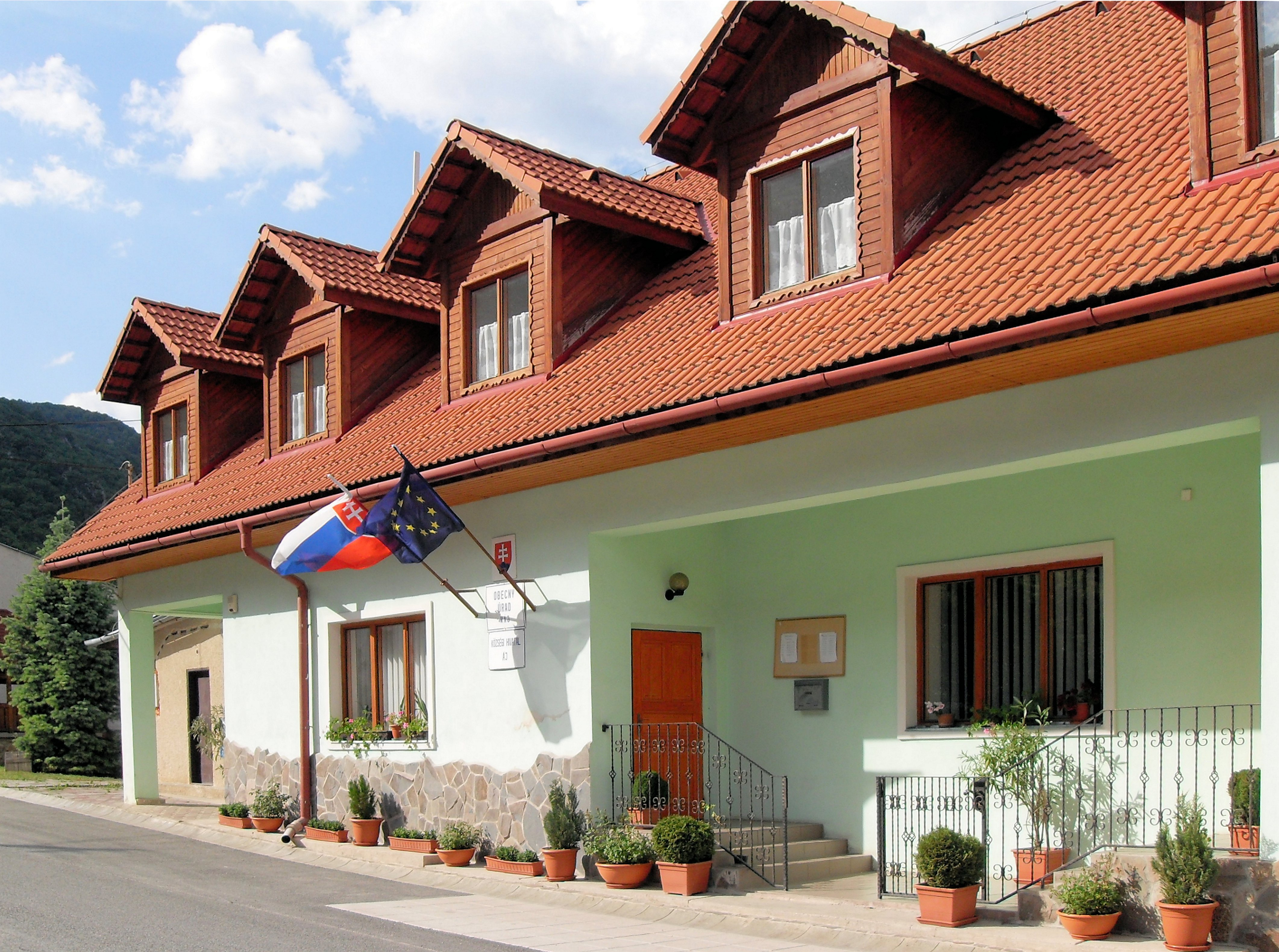
Gemeindeverwaltung Háj

## Geschichte
Die Gemeinde in ihrer heutigen Form ist noch relativ jung. Sie entstand erst 1990 aus der seit 1964 bestehenden Gemeinde Turnianska Nová Ves, als das große Dorf Turňa nad Bodvou aus der Gemeinde herausgelöst wurde und seither wieder eine eigenständige Gemeinde ist.
Háj wurde 1340 als Ay (ungarisch für Tal bzw. Schlucht) erstmals urkundlich erwähnt. Archäologische Funde deuten aber auf eine frühe Besiedlung der Umgebung während der Bronzezeit. Die Bewohner waren Untertanen der Herren der Burg Tornau (Turniansky hrad) im heutigen Turňa nad Bodvou. 1567 zählte man sechs Höfe im Dorf; bis zum 18. Jahrhundert ging die  Bevölkerungszahl langsam zurück. Im Jahr 1828 – Herren von Háj war eine Familie Keglevich – hatte das Dorf bereits 85 Häuser. Die Bewohner verdienten damals ihren Lebensunterhalt vorwiegend mit dem Obstbau oder arbeiteten in den umliegenden Kalksteinbrüchen. Nach dem Ersten Wiener Schiedsspruch gehörte auch Háj von 1938 bis 1945 zum ungarischen Komitat Abaúj.

## Bevölkerung
| Jahr                | 1994 | 2004     | 2014    | 2024     |
| ------------------- | ---- | -------- | ------- | -------- |
| Anzahl der Personen | 332  | 285      | 290     | 239      |
| Unterschied         |      | −14,15 % | +1,75 % | −17,58 % |

| Jahr                | 2023 | 2024    |
| ------------------- | ---- | ------- |
| Anzahl der Personen | 242  | 239     |
| Unterschied         |      | −1,23 % |

Nach den Ergebnissen der Volkszählung 2001 lebten in Háj 307 Einwohner, davon 85 % Ungarn und 10 % Slowaken. 69,4 % der Bewohner bekannten sich zur römisch-katholischen Kirche.

## Sehenswürdigkeiten
- bis 150  m tiefe und teilweise nur 10 m breite Schlucht des Hájsky potok mit zahlreichen Stromschnellen und Kaskaden
- Römisch-katholische Kirche Dt. Joseph (Rímskokatolícky kostol svätého Jozefa) in barockem Baustil aus dem Jahr 1764
- Reformierte Kirche aus dem 19. Jahrhundert (Reformovaný kostol)

|  |  |

## Wirtschaft und Infrastruktur
Die Gemeinde hat ihren ländlichen Charakter bewahrt. Die Bewohner arbeiten in der Landwirtschaft, im Dienstleistungssektor oder pendeln in nahegelegene Industriebetriebe. Im Dorf gibt es ein Lebensmittelgeschäft, eine Bibliothek, einen Kindergarten und einen Tennisplatz.

### Verkehrsanbindung
Unmittelbar südlich von Háj – durch Turňa nad Bodvou – verläuft die Fernstraße 50 (hier auch Teil der Europastraße 58) von Košice über Rožňava nach Bratislava sowie die parallel verlaufende Bahnstrecke Košice-Barca–Rožňava. Von Háj aus führt die einzige Verbindungsstraße in die nördliche Nachbargemeinde Hačava.

## Belege
1. ↑  Hustota obyvateľstva - obce [om7014rr_obc=AREAS_SK, v_om7014rr_ukaz=Rozloha (Štvorcový meter)]. Statistical Office of the Slovak Republic, 31. März 2025, abgerufen am 31. März 2025 (slowakisch).
2. ↑  Počet obyvateľov podľa pohlavia - obce (ročne) [om7101rr_obce=AREAS_SK]. Statistical Office of the Slovak Republic, 31. März 2025, abgerufen am 31. März 2025 (slowakisch).
3. 1 2  Počet obyvateľov podľa pohlavia - obce (ročne) [om7101rr_obce=AREAS_SK]. Statistical Office of the Slovak Republic, 31. März 2025, abgerufen am 31. März 2025 (slowakisch).
4. ↑  Statistische Daten auf statistics.sk/mosmis (Seite nicht mehr abrufbar, festgestellt im April 2018. Suche in Webarchiven)  Info: Der Link wurde automatisch als defekt markiert. Bitte prüfe den Link gemäß Anleitung und entferne dann diesen Hinweis. (slowakisch)